# North British Railway
North British Railway var ett brittiskt järnvägsbolag bildat 1844 som trafikerade Skottland och norra England. 
Bolaget bildades 1844 med mål att binda samman Skottland med det engelska järnvägsnätet. Deras första steg var att bygga en bana mellan Edinburgh och Berwick-upon-Tweed vilken blev klar 22 juni 1846 då de började trafikera sträckan från Berwick-upon-Tweed till North Bridge station i Edinburgh. Länken vidare söderut, Newcastle and Berwick Railway, var dock inte färdig än utan öppnades först året efter varpå det blev möjligt att åka tåg från Edinburgh till London. En resa som krävde byte i både Berwick och Newcastle då det saknades järnvägsbroar över både Tweed och Tyne.
1862 köpte North British Railway Edinburgh, Perth and Dundee Railway, och 1865 tog bolaget över de nyligen fusionerade Edinburgh and Glasgow Railway och Monkland Railways, varpå bolaget hade tillgång till de tre Waverley-stationerna i Edinburgh som revs och ersattes av den nybyggda Edinburgh Waverley.
Bolaget fortsatte expandera även norr om Firth of Forth genom att ta över andra bolag, 1862 köptes West of Fife Mineral Railway och Edinburgh, Perth and Dundee Railway. 15 år senare, 1877 blev även de anslutande banorna St Andrews Railway och Leven and East of Fife Railway en del av North British Railway och banan som band samman de två, Anstruther and St Andrews Railway, köptes 1883 av North British Railway. Inköp som gav North British Railway ett ansenligt linjenät i Fife.
Vid den stora järnvägssammanslagningen i Storbritannien vid årsskiftet 1922/23 var NBR det största järnvägsbolaget i Skottland och det femte största i Storbritannien. När det tillsammans med ett antal andra bolag bildade London and North Eastern Railway.